# Sam Akoitai
Samuel (Sam) Akoitai ou Samuel Akoita, né le 5 mai 1961 sur l'île Bougainville et mort le 17 décembre 2021 sur cette même île,, est un rebelle puis homme politique papou-néo-guinéen.

## Biographie
Après son enseignement secondaire sur Bougainville, il est employé par l'entreprise d'extraction minière Bougainville Copper à partir de 1978, peu après l'indépendance de la Papouasie-Nouvelle-Guinée. En 1990 il rejoint l'Armée révolutionnaire de Bougainville, dont il devient l'un des chefs, luttant pour l'indépendance de Bougainville et contre les méfaits de l'exploitation minière : expropriations des propriétaires coutumiers, dégâts environnementaux... Il est candidat malheureux aux élections législatives papou-néo-guinéennes de 1992, durant la guerre civile de Bougainville. Il participe au processus de paix en 1997, ainsi qu'aux élections législatives cette année là, cette fois avec succès : Il entre au Parlement national de Papouasie-Nouvelle-Guinée comme député de la circonscription de Bougainville-centre,,.
Sam Akoitai est le ministre pour Bougainville de juillet 1997 à janvier 1999 dans le gouvernement du Premier ministre Bill Skate, et exerce ainsi un rôle important dans la finalisation du cessez-le-feu qui met fin en 1998 à la guerre civile, négociant auprès de ses anciens camarades de l'armée révolutionnaire. Réélu député en 2002, il est le chef du Parti des ressources unies de 2002 à 2003 et est nommé ministre des Mines dans le gouvernement de Sir Michael Somare,. La province de Bougainville ayant obtenu un statut d'autonomie spéciale, il se présente à l'élection présidentielle bougainvillaise de 2008 (en), et termine deuxième sur quatorze candidats avec 34,4 % des voix, derrière James Tanis (54,7 %),.
Candidat malheureux à nouveau aux élections législatives papou-néo-guinéennes de 2012, il termine quatrième sur neuf candidats à l'élection présidentielle bougainvillaise de 2015 (en), obtenant 11,2 % des voix comme candidat du Parti de l'unité des îles Bougainville,. Il retrouve toutefois un siège au Parlement de Papouasie-Nouvelle-Guinée aux élections de 2017, remportant la circonscription de Bougainville-centre avec seulement quatre voix d'avance sur son principal concurrent. Il siège cette fois sur les bancs du parti Congrès national populaire, parti du Premier ministre Peter O'Neill,,. 
Il meurt subitement en décembre 2021, s'effondrant durant une visite dans sa circonscription sur Bougainville. Lors d'une cérémonie en chapelle ardente dans les locaux du Parlement national, le Premier ministre James Marape loue son rôle dans le processus de paix pour l'avenir de Bougainville. Le Premier ministre assiste ensuite à son inhumation dans son village de Togerau dans les montagnes du centre de Bougainville.